# Hanghomia marseillei
Hanghomia marseillei är en oleanderväxtart som beskrevs av François Gagnepain och Thenint. Hanghomia marseillei ingår i släktet Hanghomia och familjen oleanderväxter. Inga underarter finns listade i Catalogue of Life.